# SB 35b
Die Dampflokomotivreihe SB 35b war eine Schlepptenderlokomotivreihe der Südbahngesellschaft (SB), einer privaten Bahngesellschaft Österreich-Ungarns.
Da sich die Reihe SB 35a gut bewährte, wollte die SB weitere, ähnliche Maschinen beschaffen.
Unter der Leitung von Louis Adolf Gölsdorfs wurden zehn Stück bei der Maschinenfabrik Esslingen bestellt, die 1872/73 geliefert wurden.
Sie unterschieden sich von den SB 35a durch den fabriksüblichen kleinen Reglerkopf und äußere Einströmrohre.
Nach 1924 kamen acht Stück nach Italien, wo sie die Reihenbezeichnung FS 453 bekamen und bald ausgemustert wurden.
Die restlichen zwei Stück (No. 992 und 1000) kamen nach Jugoslawien und wurden mit den Betriebsnummern 17 und 18 in die Reihe JDŽ 132 eingeordnet.